# La Bande à Picsou, le film : Le Trésor de la lampe perdue
Pour plus de détails, voir Fiche technique et Distribution.
La Bande à Picsou, le film : Le Trésor de la lampe perdue (DuckTales the Movie : Treasure of the Lost Lamp), est le 37e long-métrage d'animation des studios Disney. Sorti en 1990 et inspiré du conte arabe Aladin, ou la Lampe merveilleuse, il constitue la conclusion de la série télévisée La Bande à Picsou (1987-1989).
Bien que sorti au cinéma, ce film ne fait pas partie des « Classiques d'animation », du fait qu'il a été réalisé par une filiale de Walt Disney Television Animation, DisneyToon Studios.

## Synopsis
L'action commence dans le désert égyptien, dans l'avion fou que pilote le maladroit Flagada Jones. Picsou, ses 3 petits-neveux et Zaza Vanderquack se rendent sur un champ de fouilles archéologiques où une chambre secrète a été mise au jour. Celle-ci contenant peut-être le trésor de Cali Baba que Picsou cherche depuis 40 ans. Une fois l'avion « posé », ils se rendent compte que le coffre déterré ne contient que de vieux vêtements, mais aussi une carte.
Plus haut dans la montagne, un homme les regarde : il s'agit du sorcier Merlock qui cherche depuis des siècles à retrouver le trésor pour s'emparer de la lampe magique et retrouver sa puissance passée. Il charge son homme de main stupide et incompétent, Dijon, d'accompagner Picsou en tant que guide.
Dans le désert, ils mettent au jour une pyramide enfouie et commencent l'exploration malgré les pièges. Parvenus finalement à la chambre du trésor, ils voient celui-ci dérobé par Merlock et Dijon et leur vie mise en danger, mais ils arrivent à s'échapper par une rivière souterraine.
Revenus à Canardville dans le manoir de Picsou, les enfants mangent tranquillement quand Zaza frotte la lampe d'apparence banale que son oncle lui a donnée, seul souvenir du trésor volé, et un génie en sort ! Ils se lient d'amitié et commencent à faire des vœux, tout en le faisant passer pour un petit garçon.
Mais le sorcier et son complice n'ont pas renoncés à leurs projets, et cherchent à s'emparer de la lampe.
Ils finissent par trouver la maison de campagne où se trouve Picsou et ses neveux. On apprend alors que le sorcier Merlock peut se transformer en n'importe quel animal avec un talisman qui lui confère également la capacité d'avoir tous les vœux qu'il désire en le posant sur la lampe.
Il se transforme en rat pour entrer dans la maison tandis que Dijon l'observe depuis la fenêtre, mais le sorcier est rapidement repéré et pris à partie par mamie Baba, la bonne, qui répugne les rats. L'un des vœux de Zaza rend tous ses jouets vivants et attire l'attention de Picsou qui se rend alors compte de l'existence de la lampe. Il la prend donc avec lui après avoir souhaité obtenir le trésor de Cali baba. Il va alors au bal annuel d'un groupe d'archéologue afin d'annoncer sa découverte.
Merlock et Dijon le suivent et Dijon parvient à récupérer la lampe que Picsou a involontairement échangé avec une lampe à sauce. 
Dijon décide d'utiliser la lampe pour obtenir la fortune de Picsou plutôt que de donner la lampe à Merlock en l'échange d'une récompense.
Picsou de retour à Canardville s'en rend compte et finit en prison : il recevra la visite de ses proches qui mettront toutes leurs économies dans sa caution.
Il élabore avec ses neveux un plan pour récupérer la lampe, mais juste au moment où il s'apprête enfin à y parvenir, Merlock s'en empare après avoir pris la forme d'un cafard. 
Après avoir puni Dijon pour sa trahison en le changeant en cochon, il transforme le palais de Picsou en sinistre forteresse et l'emmène dans le ciel. 
À la suite d'un combat compliqué au cours duquel Merlock prend la forme d'un griffon, Picsou parvient à le démunir de son talisman : Merlock perd ainsi ses pouvoirs et fait une chute vertigineuse à travers les nuages. Picsou récupère enfin la lampe et fait le vœu de revenir à Canardville dans son palais. Voulant dans un premier temps faire disparaitre la lampe en l'envoyant au centre de la Terre, Picsou décide de la détruire en transformant le génie en véritable garçon comme celui-ci l'avait voulu. Se rendant dans sa piscine de pièces d'or pour se ressourcer après toutes ces mésaventures, il surprend Dijon, qui a retrouvé sa véritable forme, qui a volé une partie de son trésor dans son pantalon. Une course-poursuite à pied s'ensuit à travers la ville.

## Fiche technique
Sauf indication contraire, les informations mentionnées dans cette section peuvent être confirmées par la base de données cinématographiques IMDb,  présente dans la section « Liens externes ».
- Titre original : Ducktales, the Movie : Treasure of the Lost Lamp
- Titre français : La Bande à Picsou, le film : Le Trésor de la lampe perdue
- Réalisation : Gaëtan Brizzi, Paul Brizzi, Bob Hathcock, Clive Pallant, Mathias Marcos Rodric et Vincent Woodcock
- Scénario : Alan Burnett et Carl Barks ; Kurt Anderson, Viki Anderson, Rich Chidlaw, Wareen Greenwood, Bob Kline, Larry Latham (en), Jim Mitchell, David S. Smith, Robert Taylor, Hank Tucker et Wendell Washer (storyboard)
- Conception graphique :
  - Direction artistique : Douglas Kirk et Jean-Christophe Poulain
  - Cadrage (Layout) : Joe Pearson et Carol Kieffer Police (supervision) ; Jean Duval, Dave Elvin, Pierre Fassel, Neil Graham, Clive Hutchings, Simon O'Leary, Das Petrou, Pascal Simon, Zoltan Maros, Vincent Massy et Sean Newton
- Animation :
  - Animateurs : Gary Andrews, James Baker, Javier Guiteriez Blas, Eric Bouillette, Moran Caouissin, Caron Creed, Caroline Cruikshank, Roberto Curilli, Sylvain Deboissy, Joe Ekers, Mark Eoche-Duval, Pierre Fassel, Al Giavoto, Manolo Galiana, Bruno Gaumetou, Dina Gellert-Nielsen, Arnold Gransac, Teddy Hall, Peter Hausner, Franscico Alaminos Hodar, Daniel Jeanette, Nicolas Marlet, Bob McKnight, Ramon Modiano, Sean Newton, Brent Odell, Catherine Poulain, Jean-Christophe Roger, Pascal Ropars, Stéphane Sainte-Foi, Alberto Conejo Sanz, Anna Saunders, Ventura R. Vallejo, Jan Van Buyten, Duncan Varley, Simon Ward-Horner et Johnny Zuten
  - Effets spéciaux : Andrew Brownlow, Glenn Chaika, Hock-Lian Law et Henry Neville
- Musique : David Newman
- Productrice associée : Liza-Ann Warren
- Producteurs délégués : Jean-Pierre Quenet et Robert Taylor
- Production : DisneyToon Studios
- Distribution : Buena Vista Pictures Distribution
- Format : Couleurs - 1,66:1 (1,85:1 étendu) - Dolby Stéréo
- Genre : Animation, Comédie d'aventures fantastiques
- Durée : 74 minutes
- Dates de sortie : 
  - États-Unis : 3 août 1990
  - France : 14 août 1991

Note: La liste des « crédités » au générique étant trop longue pour être citée in extenso ici, ne sont repris que les principaux contributeurs.

## Distribution

### Voix originales
Sauf indication contraire, les informations mentionnées dans cette section peuvent être confirmées par la base de données cinématographiques IMDb,  présente dans la section « Liens externes ».
- Alan Young : Scrooge McDuck (Balthazar Picsou)
- Russi Taylor : Huey, Dewey, Louie and Webby (Riri, Fifi, Loulou et Zaza)
- Christopher Lloyd : Merlock
- Terry McGovern : Launchpad McQuack (Flagada Jones)
- Rip Taylor : Gene the genie (Genie)
- Richard Libertini : Dijon
- Joan Gerber : Mrs. Beakley (Mamie Baba)
- Chuck McCann : Duckworth (Arsène)
- June Foray : Miss Quackfaster (Miss Frappe)
- Charlie Adler, Jack Angel, Frank Welker : Voix additonnelles

### Voix françaises[1]
- Philippe Dumat : Balthazar Picsou
- Jean-Claude Donda : Flagada Jones
- Martine Reigner : Riri, Fifi, Loulou
- Séverine Morisot : Zaza
- Jacques Ferrière : Dijon, Arsène
- Jean Topart : Merlock
- Claude Chantal : Mamie Baba, Miss Frappe
- William Coryn : Génie
- Raoul Delfosse : Voix additionnelles

## Distinctions
- 1991 - Nomination aux Young Artist Awards pour Most Entertaining Family Youth Motion Picture - Animation[2].

## Sorties cinéma
- 3 août 1990 - États-Unis
- 3 janvier 1991 - Australie
- 22 mars 1991 - Finlande et Suède
- 29 mars 1991 - Pays-Bas
- 4 juillet 1991 - Allemagne
- 14 août 1991 - France
- 16 août 1991 - Émirats arabes unis

## Sorties vidéo
- mars 1991 - VHS avec recadrage 4/3 (Québec)
- 29 mai 1992 - VHS (Plein écran) avec recadrage 4/3 et Laserdisc avec format 1,66:1.
- 2002 - VHS avec recadrage 4/3 (plein écran)
- 7 juillet 2004 - DVD avec format 1:66

## Comics
Le film a également eu droit à sa version en comics sous le même nom avec l’adaptation du scénario effectuée par John Lustig et le dessin et l'encrage par Carlos Valenti, Cosme Quartieri, Robert Bat et Rubén Torreiro,. L'histoire a été publiée en 1990 par Disney Comics et en France en 1991 dans le livre Les classiques du dessin animé en bande dessinée no 2 édité par Dargaud.

## Autour du film
- Ce film est le premier long-métrage Disney tiré d'une série animée et réalisé par la filiale télé Walt Disney Television Animation et non par Walt Disney Feature Animation. La production a été répartie comme suit[6] : scénario et conception aux États-Unis, animation en France et au Royaume-Uni, encrage en Chine.
- Une émission télévisée spéciale intitulée DuckTales: The Movie Special a été diffusée le 1er août 1990 afin de promouvoir la sortie du film[7].
- Le personnage de Dijon, présent dans le film, va par la suite apparaître dans trois épisodes de la dernière saison de la série qui est diffusée à partir du 10 septembre 1990 aux États-Unis soit un mois après le film. Ces trois épisodes sont L'Attaque (Attack of the Metal Mites) et La Poule aux œufs d'or (The Golden Goose), épisode séparé en deux parties[8]. En France, tous les épisodes ont été diffusés avant le film et donc Dijon est apparu dans un premier temps sur le petit écran.
- La séquence où les canards trouvent la pyramide dans le sable et creusent pour y entrer, est reprise de l'histoire de Carl Barks, La grande pyramide (Pyramid Scheme)[9].
- L'affiche du film a été créée par Drew Struzan, un illustrateur américain ayant réalisé beaucoup d'affiches, notamment celles de la saga Indiana Jones[10]. La conception de l'affiche partage d'ailleurs quelques similitudes avec celles de cette saga, y compris la typographie utilisée pour le titre[10],[11].
- Le film était présenté au cinéma avec le court-métrage Dude Duck (1951).
- Contrairement à la série, Géo Trouvetou, Bubba le canard des cavernes, Castor Major (Doofus Drake) et Gérard Mentor (Fenton Crackshell) n'apparaissent pas et ne sont pas cités dans le film.
- Zaza (en anglais Webby Vanderquack) est la petite-fille de Mamie Baba et la petite-nièce adoptive de Picsou. Elle n'a de ce fait aucun rapport avec les nièces de Daisy Duck, Lili, Lulu et Zizi.
- Le code de la porte qu'utilisent Riri, Fifi, Loulou et Zaza pour aller chercher la lampe est CASH (ARGENT).

## Titre en différentes langues
- Anglais : DuckTales the Movie: Treasure of the Lost Lamp
- Espagnol : PatoAventuras, la película
- Italien : Zio Paperone alla ricerca della lampada perduta
- Portugais : DuckTales, o filme: o tesouro da lâmpada perdida
- Polonais : Kacze opowieści: Poszukiwacze zaginionej lampy
- Russe : Утиные истории: Заветная лампа
- Suédois : Farbror Joakim och knattarna i jakten på den försvunna lampan